# Sheringham
Sheringham [ ʃe.rɪŋəm] est une ville d'Angleterre, située dans le comté du Norfolk, à l'ouest de Cromer. Elle est située au bord de la Mer du Nord, et est une station balnéaire, mais n'a pas de port. Elle a une population d'environ 7 500 habitants.

## Transports
Deux lignes ferroviaires y ont une gare pour terminus :
- l'une est à destination de Holt (exploité touristiquement par le North Norfolk Railway (en))
- l'autre est à destination de Norwich.

## Culture
- Shantymen est le nom du chœur d'hommes de Sheringham dédié aux chants de marin.

## Jumelage
- Otterndorf (Allemagne)
- Muzillac (France)